# Lachnaia puncticollis
Lachnaia puncticollis  (лат.) — вид листоедов (Chrysomelidae) из подсемейства клитрины (Clytrinae). Встречается в Алжире, Марокко, на Пиренейском полуострове и в южной части Франции.